# Argyronome tomaridice
Argyronome tomaridice är en fjärilsart som beskrevs av Felix Bryk 1942. Argyronome tomaridice ingår i släktet Argyronome och familjen praktfjärilar. Inga underarter finns listade i Catalogue of Life.